# Wenns
Wenns ist eine Gemeinde im Bezirk Imst (Gerichtsbezirk Imst) in Tirol in Österreich mit 2160 Einwohnern (Stand 1. Jänner 2025). Sie wurde nach dem Hauptort benannt.

## Geographie
Wenns liegt am Westhang des Pitztals an der Talverzweigung zum Pillertal, das über die Pillerhöhe eine Verbindung zur Gemeinde Fließ im Oberen Gericht bietet. Die Gemeinde ist flächenmäßig sowie einwohnermäßig die zweitgrößte im Pitztal und liegt in einem sonnigen Talkessel. Durch die zentrale Lage hat sich Wenns in seiner Siedlungs- und Infrastruktur zu einem der wichtigsten Orte des Tales entwickelt. Dem Gemeindegebiet gehören neben dem Hauptort eine große Anzahl von Weilern am südöstlichen Abhang des Venet bzw. Pillersattels an.

### Gemeindegliederung
Wenns besteht aus einer einzigen Ortschaft bzw. Katastralgemeinde. Neben dem Hauptort an der Straße gehören zum Gemeindegebiet noch zahlreiche Weiler und Höfe:
- Amishaufen
- Anger
- Auders
- Audershof
- Baustadl
- Bergle
- Bichl
- Bieracker
- Brennwald
- Eggmahd
- Farmie
- Flickerloch
- Georg-Matthäus-Vischer-Platz
- Greith
- Grenzstein
- Hairlach
- Klöfles
- Langegerte
- Langenau
- Larchach
- Matzlewald
- Minköfle
- Mühlhoppen
- Mühlbach
- Moosanger
- Oberdorf
- Obermühlbach
- Ofen
- Pirchach
- Pitzenhöfe
- Säge
- Sankt Margarethen
- Schweizerhof
- Siedlung
- Tränk
- Unterdorf
- Wiesle
- Winkl

### Nachbargemeinden
| Schönwies (LA) | Imsterberg                                  | Arzl im Pitztal |
| Zams (LA)      | Kompassrose, die auf Nachbargemeinden zeigt | Jerzens         |
| Fließ (LA)     | Kaunerberg (LA)                             |                 |

## Geschichte
In den Jahren 1163–1170 wird zum ersten Mal der Name Wenns als „Wennes“ in einer Traditionsnotiz von Kloster Schäftlarn genannt. Der Ortsname ist antik und unklarer Herkunft. Auch das Kloster Marienberg im Vinschgau bezog damals von Gütern in Wenns Abgaben, was durch Urkunden von 1164, 1178, 1181, 1219 und 1220 belegt ist. Einige dieser Urkunden wurden sogar von Päpsten ausgestellt, so zum Beispiel jene des Jahres 1178, mit der Papst Alexander III. dem Kloster Marienberg den Besitz in Wenns (auch hier „Wennes“ geschrieben) bestätigt. Neben der Schreibweise „Wennes“ finden wir in dieser Zeit „Bennes“, wie etwa in einer Urkunde von 1164.
Der Weiler Brennwald wird zum ersten Mal im Jahre 1275 in einer Urkunde als „Primwalden“ genannt. 1289 ist die Weihe der Kirche und des Johannesaltares in „Wense“ bezeugt. Die von 1938 bis 1955 zur Gemeinde Wenns gehörende Ortschaft Piller wird um 1300 erstmals als „Pilaer“ genannt.
Um 1300 und 1331 ist von einem Dorfmeister bzw. „Dorfvogt“ in den Urkunden die Rede. Wenns hatte mit Sicherheit seit dieser Zeit einen eigenen Dingstuhl, bei dem sich die bäuerliche Bevölkerung an den Gerichtstagen unter freiem Himmel versammelte. Laut eines damals aufgezeichneten Weistums hatten im 14. und 15. Jahrhundert die Dorfvögte von Wenns im Bereiche ihrer Gemeinde die niedere Gerichtsbarkeit unter Aufsicht des Richters von Imst zu verwalten, sie werden daher auch in verschiedenen schriftlichen Aufzeichnungen als „Richter von Wenns“ bezeichnet. Durch eine landesfürstliche Verordnung vom Jahr 1560 ist aber diese Befugnis des Dorfvogtes von Wenns weitgehend beschränkt bzw. aufgehoben und dieses dem Gericht Imst unmittelbar unterstellt worden. Zeuge dieser Vergangenheit ist heute das sogenannte „Platzerhaus“ oder Richterhaus. Mitte des 16. Jahrhunderts ließ der Dorfvogt Cristof Genewein das Haus bemalen. Die Bilddarstellungen, die größte Monumentalbemalung dieser Art in Tirol, beinhalten religiöse Themen und 54 Wappen von Ländern, Herrschern, Fürsten, Städten und Zünften. Beim Großbrand 1917 erlitt das Haus großen Schaden, doch konnte die Bemalung wieder vollständig restauriert werden.
Die Tiroler Landesfürsten haben das Amt eines Pflegers und Richters von Imst früher zu Dienstrecht vergeben, seit dem Jahr 1500 zu Pfandrecht, so an die Herren von Tänzl und von Schurf, und im Jahre 1682 an die Grafen von Ferrari zu Lehensrecht. Wenns war bei diesen Vergabungen der Herrschaft und des Gerichtes Imst immer miteingeschlossen.
In Wenns stürzte 1921 der sogenannte „Turm“ ein. Dieser gehörte den Herren von Hirschberg, die als ritterliche Beamte des Grafen von Tirol seit 1250 im Oberinntal zu finden sind. Um 1400 ist dieses Geschlecht ausgestorben, und ab dem Jahr 1472 kam der Turm samt den zugehörigen Gütern als landesfürstliches Lehen an die Herren, später dann Grafen von Flieger, die auch die Kroneburg besaßen. Zu diesem Turm gehörte die Grundherrschaft über einige Güter in Wenns und Umgebung, sowie das Recht, den Dorfvogt von Wenns einzusetzen. Eine eigene Gerichtsbarkeit war damit aber nicht verbunden. Mit den Grafen von Hirschberg, die von 1254 bis 1280 das Unterinntal bei Innsbruck beherrschten, haben jene Herren von Hirschberg zu Wenns außer der Gleichheit des Namens keinen Zusammenhang. Der Turm ist im Jahr 1921, nur wenige Tage nachdem ihn die drei Bauernfamilien, die ihn bewohnten, verlassen hatten, eingestürzt.
Erstmals im Jahr 1809 – also zur Zeit der Herrschaft der Bayern über Tirol – und schließlich endgültig im Jahr 1826 hat der Staat das Landesgericht Imst von den Grafen von Ferrari abgelöst und in eigenen Verwaltung übernommen. Seit 1849 heißt es Bezirksgericht, seit 1938 Amtsgericht Imst, seit 1945 wieder Bezirksgericht.
Seit 1754 war Wenns bezüglich der politischen Verwaltung dem Kreisamt Oberinntal, das in Imst seinen Sitz hatte, unterstellt. 1811 wurde Imst politische Gemeinde. Seit 1868 war es der Bezirkshauptmannschaft Imst zugehörig, 1938 bis 1945 wieder der Bezirkshauptmannschaft Imst.
Bezüglich der diözesanen Zugehörigkeit hat Wenns ebenfalls seit dem Ersten Weltkrieg eine Wandlung durchgemacht. Bis zum Jahre 1918 gehörte Wenns zur Diözese Brixen. Durch die Kriegsereignisse und die Abtrennung Südtirols bedingt, wurde 1918 eine Filiale des fürstbischöflichen Ordinariats in Innsbruck errichtet. Am 9. April 1921 wurde die Apostolische Administratur Innsbruck geschaffen. Bereits im Konkordat von 1933 wurde die Errichtung einer Diözese Innsbruck-Feldkirch beschlossen, zu deren Errichtung es jedoch aufgrund des Anschlusses an Deutschland im Jahre 1938 nicht mehr kam.
Erst nach dem Zweiten Weltkrieg wurde die Frage nach einer eigenen Diözese wieder aufgerollt. Am 24. September 1964 wurde schließlich der bisherigen Apostolische Administrator zum ersten Diözesanbischof von Innsbruck ernannt. Das Dekanat Imst, zu dem die Pfarre Wenns gehört, hat diese wechselvolle Geschichte miterlebt und ist heute ein Bestandteil der Diözese Innsbruck.

### Bevölkerungsentwicklung
EinwohnerJahr80010001200140016001800200022001860189019201950198020102040EinwohnerEinwohnerentwicklung von Wenns

## Kultur und Sehenswürdigkeiten

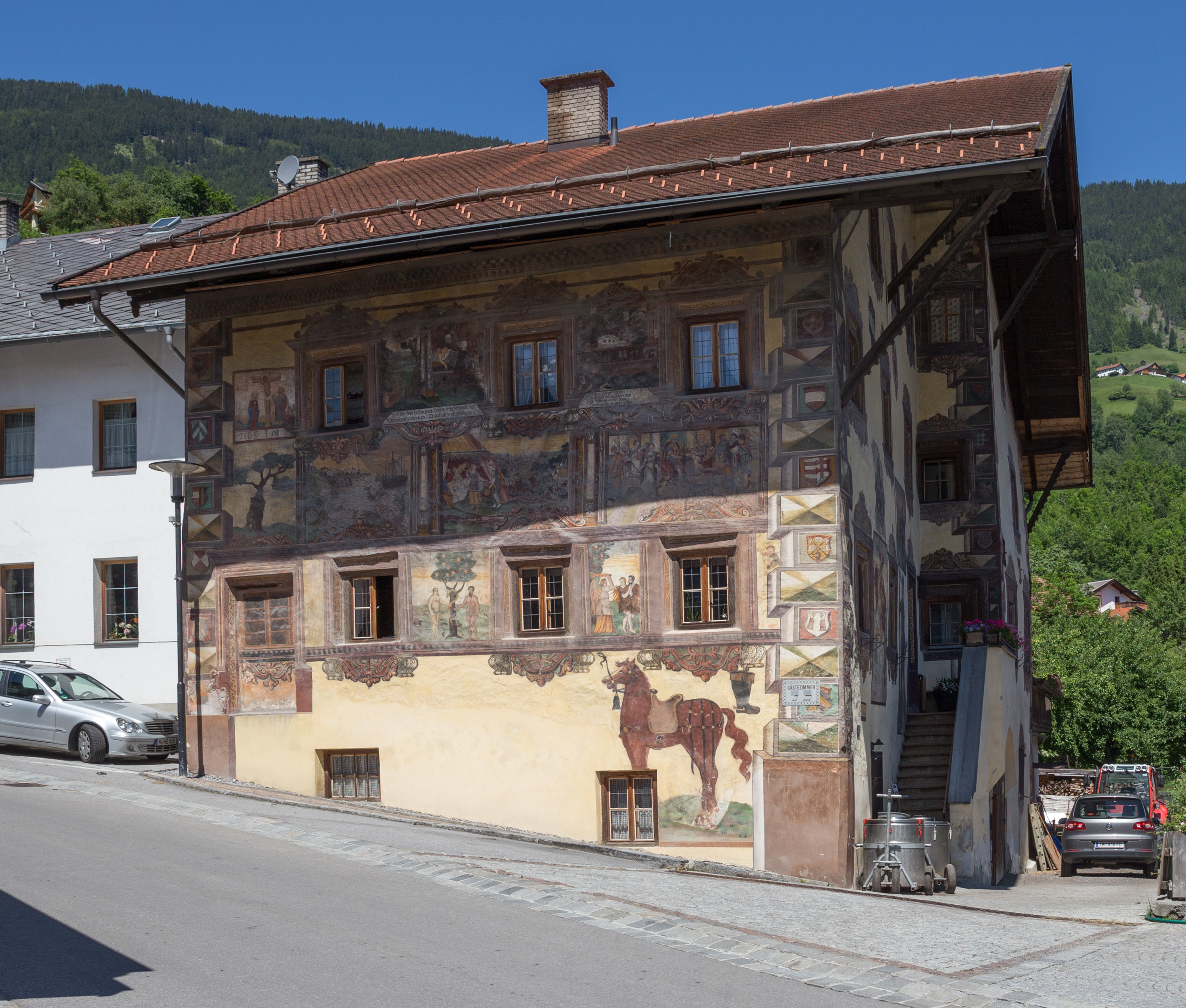
Platzhaus

- Pfarrkirche hl. Johannes Evangelist in einem umgebenden Friedhof
- Platzhaus: Sehenswert ist das ‚Platzhaus‘ am kleinen Dorfplatz nahe der Hauptstraße. Das ehemalige Haus des Dorfvogtes und Pitztaler Richters erhielt zwischen 1576 und 1608 eine Komplettbemalung.
- Stamserhaus: das älteste Bauernhaus in ganz Tirol. Es wurde auf ziemlich genau 700 Jahre berechnet. Das Gebäude befindet sich im Dorfkern, am Georg Matthäus Vischer-Platz, wo sich bis heute noch der älteste Krippenverein der Welt befindet und dort seine Krippen präsentiert.
- MPreis-Filiale: Die örtliche Filiale der Supermarktkette MPreis der Architekten Rainer Köberl und Astrid Tschapeller wurde mit mehreren Architekturpreisen und Nominierungen ausgezeichnet (Neues Bauen in den Alpen, Wettbewerb zum Mies-van-der-Rohe-Preis u. a.).[4][5]

### Regelmäßige Veranstaltungen
- Wenner Fasnacht: Dieses Brauchtum geht auf das 19. Jahrhundert zurück und wird seit 1993 wieder gepflegt.[6]
- Wenner Auskehre: Traditioneller Brauchtum der, gleich wie die Wenner Fasnacht, bis auf das 19. Jahrhundert zurückgeht
- Eisbärenfest: Open-air-Veranstaltung im Jänner, fand bis zum Jahr 2016 17-mal statt.
- Pitztaler Erlebnismarkt
- Wenner Sommernachtsfest, seit 2017[7]

## Wirtschaft und Infrastruktur
Die Wirtschaft ist durch zweisaisonalen Tourismus bestimmt, wobei Wenns Anteil am Wintertourismus (Skigebiete) des Pitztals hat, ohne jedoch selbst ein Skigebiet innerhalb des Gemeindegebietes aufweisen zu können. Zur Stärkung der Wirtschaft wurde ein Verein namens „I Love Wenns“, bestehend derzeit aus 21 Unternehmen, gegründet. Das Ziel dieses Zusammenschlusses ist es, sowohl den Einheimischen als auch den Urlaubsgästen die Bedeutung der Wenner Wirtschaft im Tiroler Oberland näher zu bringen.

## Politik

### Gemeinderat
Der Gemeinderat besteht aus 13 Mandataren.
| Partei                                                | 2022  | 2022    | 2016  | 2016    | 2010  | 2010    |
| Partei                                                | %     | Mandate | %     | Mandate | %     | Mandate |
| ----------------------------------------------------- | ----- | ------- | ----- | ------- | ----- | ------- |
| Wenns gestalten - Team Patrick Holzknecht (WG)        | 39,80 | 6       |       |         |       |         |
| Wir für Wenns - Gemeinsam in die Zukunft (WIR)        | 25,69 | 3       |       |         |       |         |
| Mitanond für Wenns - gemeinsam wachsen (MITANOND)     | 13,95 | 2       |       |         |       |         |
| Bürgernah, Unabhängig, Nachhaltig, Transparent (BUNT) | 9,61  | 1       |       |         |       |         |
| Menschen Freiheit Grundrechte (MFG)                   | 6,62  | 1       |       |         |       |         |
| Gleiches Recht für Alle (GFRA)                        | 4,33  | 0       | 23,84 | 3       | 22,44 |         |
| Lebensraum Wenns                                      |       |         | 76,16 | 10      | 77,56 |         |

### Bürgermeister
- bis 2010 Markus Helbock (ÖVP)
- seit 2010 Walter Schöpf (Lebensraum Wenns)
- seit 2022 Patrick Holzknecht (TEAM Patrick Holzknecht)

Bei der Stichwahl 2022 wurde Patrick Holzknecht bei Stimmengleichheit mit Robert Rundl zum Bürgermeister gewählt.

### Wappen
Verleihung: am 3. Dezember 1974 Beschreibung: In Blau ein goldener rechtsgewendeter Arm mit Richterstab. Farbe der Gemeindefahne: Gelb-Blau.
Begründung: Wenns war der einzige Ort in Nordtirol, wo sich während des Mittelalters eine Dorfvogtei mit gerichtlichem Charakter hatte ausbilden und halten können. Die niedere Gerichtsbarkeit in Wenns stand nicht dem Richter von Imst zu, sondern dem Dorfvogt oder Richter von Wenns. An diesen selbständigen Gerichtsbezirk, der erst 1560 beseitigt wurde, erinnert das Wappen.

## Persönlichkeiten

### Söhne und Töchter der Gemeinde
- Georg Matthäus Vischer (1628–1696), Topograf und Geistlicher
- Philipp Sattler (1695–1738), Bildhauer in Olmütz
- Jakob Christoph Schletterer (1699–1774), Bildhauer
- Christian Josef Tschuggmall (1785–1845), Mechaniker, Erfinder und Schausteller
- Alois Gabl (1845–1893), Maler und Zeichner
- Alois Plattner (1875–1954), Pfarrer und Heimatforscher[14]
- Franz Regensburger (1922–2001), Politiker (ÖVP) und Lehrer
- Martin Gundolf (1928–2003), Bildhauer und Postbediensteter
- Eduard Rieger (1946–2018), Politiker (FPÖ) und Gastwirt
- Daniel Nikolaus Kocher (* 1981), Bildhauer, Künstler